# Piramiden van Túcume
De piramiden van Túcume, in de volksmond Purgatorio ("vagevuur") genoemd, is de benaming voor een serie van piramiden, grafheuvels en andere archeologische overblijfselen in het district Túcume in de Lambayequevallei rond de berg La Raya ten zuiden van de rivier de La Leche in de provincie Lambayeque van de gelijknamige noordwestelijke Peruaanse regio.
In deze grootste vallei van Peru bevinden zich vele natuurlijke en door de mens gemaakte waterwegen en ongeveer 250 piramiden, waarvan 26 grote stenen piramiden en plateaus in Túcume, op een oppervlakte van ongeveer 2,2 km². De grootste hiervan is de Huaca Larga met een lengte van 700 meter, een breedte van 280 meter en een hoogte van 30 meter.
Túcume vormde een regionaal centrum en mogelijk zelfs de hoofdstad ten tijde van achtereenvolgens de Lambayequecultuur (onderdeel van de Sicáncultuur) tussen 800 en 1300 na Chr., de Chimúcultuur (1350 tot 1450) en de Incacultuur (1450 tot 1532).
Lokale sjamaanse genezers (curanderos) kennen macht toe aan Túcume en de berg La Raya in hun rituelen. De lokale bevolking is bang voor deze plekken en behalve de genezers komen er 's nachts dan ook zelden mensen.
De piramiden van Túcume werden bij toeval gevonden door mensen die op zoek waren naar goud.